# Liszajec szary

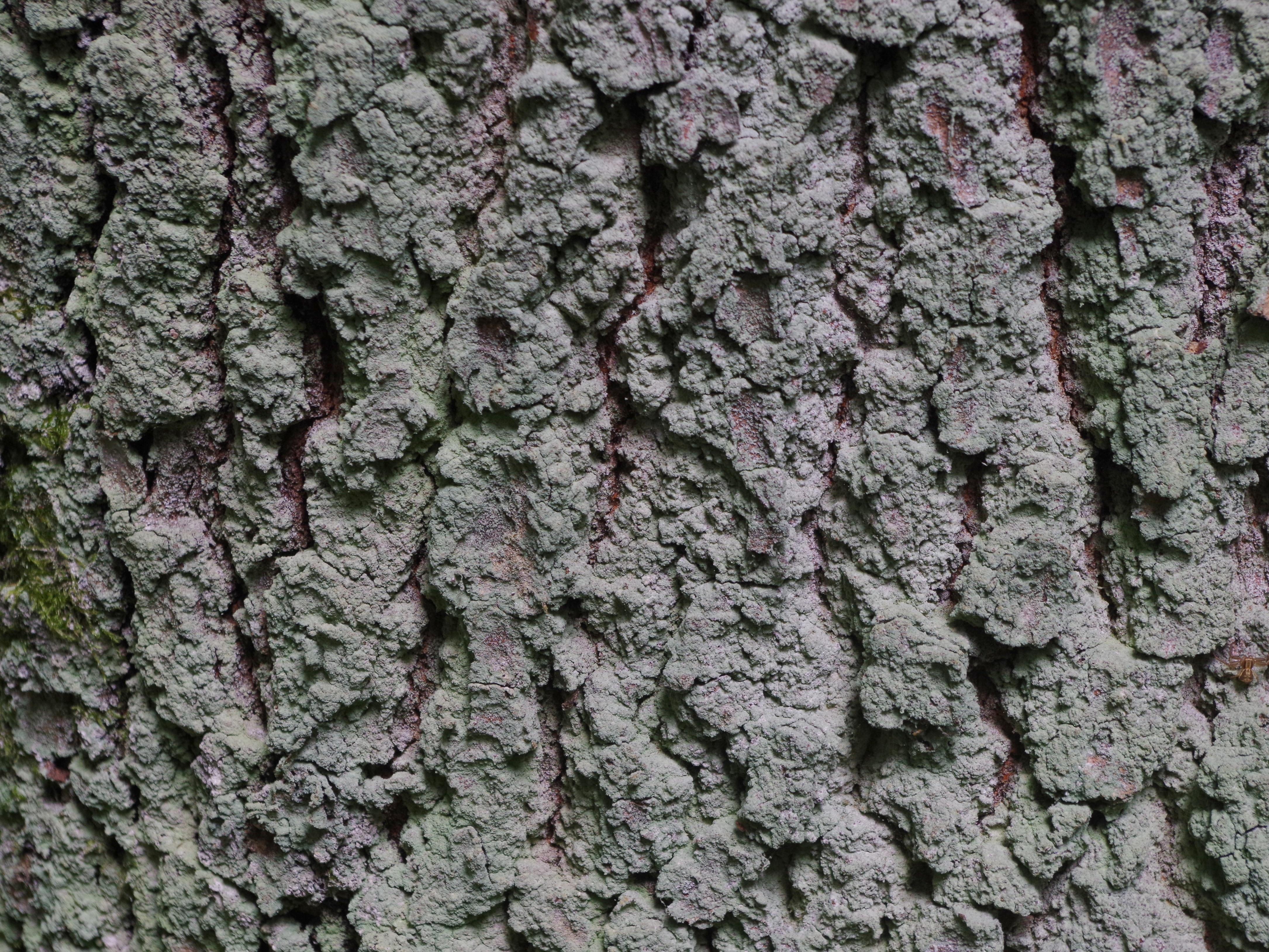
Plecha proszkowata bez owocników

Liszajec szary (Lepraria incana (L.) Ach.) – gatunek grzybów z rodziny chróścikowatych (Stereocaulaceae). Ze względu na współżycie z glonami zaliczany jest do porostów. 

## Systematyka i nazewnictwo
Pozycja w klasyfikacji według Index Fungorum: Lepraria, Stereocaulaceae, Lecanorales, Lecanoromycetidae, Lecanoromycetes, Pezizomycotina, Ascomycota, Fungi.
Po raz pierwszy gatunek ten zdiagnozowany został w 1753 r. przez K. Linneusza jako Byssus incana. Obecną, uznaną przez Index Fungorum nazwę nadał mu w 1803 r. Erik Acharius.
Niektóre synonimy nazwy naukowej

- Crocynia tephra Hue 1924
- Lecidea incana (L.) Ach. 1814
- Lepra incana (L.) F.H. Wigg. 1780
- Patellaria incana (L.) Spreng. 1827
- Pulveraria incana (L.) Flörke 1807
- Verrucaria incana (L.) P. Gaertn., G. Mey. & Scherb. 1801

Nazwa polska według Krytycznej listy porostów i grzybów naporostowych Polski, ale gatunek ten opisywany jest w Polsce także jako liszajec zwyczajny.

## Morfologia
Tworzy proszkowatą, skorupiastą lub pilśniowato-pajęczynowatą plechę o powierzchni proszkowato-ziarenkowatej. Jest to plecha homeomeryczna z glonami protokokkoidalnymi, zazwyczaj cała składająca się z nalotu urwistków. Na obrzeżach czasami posiada słabo zaznaczone łatki, często jednak jest od podłoża niewyraźnie odgraniczona. Powierzchnia o barwie szarozielonawej, niebieskawozielonawej, białozielonawej lub białawej.  Reakcje barwne: Pd –, K –, C –. W promieniach UV świeci biało.  Urwistki mają średnicę  50–125 μm.
Nie wytwarza ani owocników, ani pyknidiów, rozmnaża się tylko wegetatywnie.

## Występowanie i siedlisko
Gatunek szeroko rozprzestrzeniony; występuje na wszystkich kontynentach oprócz Antarktydy. Swoje szerokie rozprzestrzenienie zawdzięcza dużej odporności na zanieczyszczenie powietrza. W Polsce pospolity na terenie całego kraju.
Rośnie głównie na korze drzew, zarówno liściastych, jak i iglastych, czasami również na drewnie, mszakach, na skałach lub na glebie. Najczęściej występuje na korze u podstawy pni żywych i martwych drzew.

## Gatunki podobne
Istnieje kilka podobnych gatunków liszajców, które różnią się tylko wytwarzanymi kwasami porostowymi. Odróżnić ich można jedynie za pomocą barwnych reakcji i chromatografii cienkowarstwowej.